# Yum Cimils
Yum Cimils är en dödsgud inom Mayakulturens mytologi. Till sitt yttre framställdes Yum Cimils skepnad som ett skelett och utöver skelettet förekom svarta fläckar av förruttnelse på hans kropp. Utöver detta framställdes Yum Cimlis med prydnader av ben och majs där majs sägs representera nyskapelse och återfödelse. 